# Jezus Chrystus Zbawiciel
Jezus Chrystus Zbawiciel – spektakl autorstwa Klausa Kinskiego, a także film pod tym samym tytułem dokumentujący wygłoszony 20 listopada 1971 roku w Deutschlandhalle w Berlinie monolog.

## Spektakl
Kinski pracował nad trwającym ponad 80 minut spektaklem 10 lat. Studiując biblijne i historyczne przekazy przygotował 30 stron maszynopisu. 
Na pustej scenie Kinski wcielił się w rolę oskarżyciela Jezusa Chrystusa. Oskarża go o spiskowanie przeciwko władzy, anarchizm, patronowanie terrorystom, rewolucjonistom, hipisom. Monolog zaczyna się słowami: "Poszukiwany: Jezus Chrystus, oskarżony: o mącenie ludziom w głowach, skłonności anarchistyczne, spisek przeciw władzom państwowym.". W dalszej części aktor mówi o księżach, piętnuje polityków, często odwołuje się do wojny w Wietnamie. Gdy wspomina o pogardzie dla pieniędzy, widzowie zaczęli głośno zwracać uwagę, że artysta sam jest milionerem, a bilet wstępu kosztował 10 marek. 

## Odzew publiczny
Ze względu na swą ostrą, atakującą formę występ okrzyknięty został skandalem, a zaplanowane tournée nie doszło do skutku. 
Kinski zapytany o swe dzieło w 1971 w jednym z wywiadów telewizyjnych odparł:
Pyta mnie Pani, dlaczego robię "Nowy Testament"?! O to może zapytać tylko ktoś zupełnie bez pojęcia, lub ktoś złośliwy! Jak można mnie pytać, dlaczego robię "Nowy Testament"? O to mogą pytać tylko idioci, takie jest moje zdanie.
Dla aktora wieczór w Deutschlandhalle był ważniejszy niż niejeden film, w którym zagrał. Krytyka uznała go za błazna pozującego na Chrystusa, ale dzięki setce osób obecnych na widowni, przeżył, jak wspomina jego żona Genevieve Minhoi jedyne w życiu objawienie. Spektakl "Jezus Chrystus Zbawiciel" stał się niemal jego obsesją. Bardzo często oglądał później nakręconą na 16-mm taśmie dokumentację swego występu.

## Film
Film dokumentalny został stworzony przy wykorzystaniu materiałów przechowywanych przez rodzinę Klausa Kinskiego będących 135 minowym zapisem wydarzenia z 1971. Peter Geyer zainteresował się postacią aktora w 1999 roku po lekturze jego wierszy z tomiku zatytułowanego Gorączka – dziennik trędowatego. W filmie pojawiają się cytaty z autobiografii artysty pod tytułem Ja chcę miłości.